# Poppiana
Poppiana is een geslacht van kreeftachtigen uit de klasse van de Malacostraca (hogere kreeftachtigen).

## Soorten
- Poppiana argentiniana (Rathbun, 1906)
- Poppiana bulbifer (Rodríguez, 1992)
- Poppiana dentata (Randall, 1840)